# Fronteira Belize–Guatemala
A fronteira entre Belize e Guatemala é a linha quase totalmente retilínea com 266 km de extensão, quase na direção do meridiano 89 W, que separa o oeste de Belize do território da Guatemala. No norte forma a fronteira tríplice Belize-Guatemala-México. Segue para o sul em dois trecho retilíneos, com pequeno desvio entre eles, indo até o Rio Sarstoon. Desse ponto segue o Rio Sarstoon até o litoral da Baía de Amatique, Golfo de Honduras e Mar do Caribe.
Passa nas proximidades de San Ignacio (Belize) e Poptún (Guatemala). Na Guatemala toda a fronteira é com o Departamento de El Petén e em Belize os distritos da fronteira são (N-S) Orange Walk, Cayo e Toledo.
Essa fronteira foi delimitada por um tratado em 1859, porém há disputas durante o resto do século XIX e também no século XX, com participação dos Estados Unidos da América e do Reino Unido. A situação foi resolvida somente em 1991.

## História

Território belizenho não disputado
Território disputado atualmente

A Guatemala proclamou sua independência em 1821; o Reino Unido declarou oficialmente seu direito de administrar a região em 1836. O Tratado Wyke-Aycinena foi assinado em 30 de abril de 1859 entre a Guatemala e o Reino Unido. Seus primeiros seis artigos definem explicitamente o traçado da fronteira e o reconhecimento guatemalteco da soberania britânica sobre o território a leste dela. O sétimo artigo trata da construção pelo Reino Unido de uma estrada entre a Guatemala e a cidade de Punta Gorda.
O Reino Unido fez da região uma Colônia da Coroa, as Honduras Britânicas, em 1862; no entanto, não constrói a estrada prevista no tratado. Em 1871, após a revolução liberal, a Guatemala denunciou o tratado. Em 1884, ameaçou considerá-lo como nulo e, consequentemente, reivindicar a totalidade ou parte das Honduras britânicas. Durante o século seguinte, a Guatemala reivindicou repetidamente as Honduras Britânicas, sem, no entanto, dar seguimento a esta reivindicação.
As Honduras Britânicas tornaram-se independente em 1981 com o nome de Belize. As relações diplomáticas entre Belize e Guatemala não foram estabelecidas até 1991, quando a Guatemala reconheceu o novo país. A linha de fronteira foi, no entanto, oficialmente contestada pela Guatemala a partir do final do século XX. Em 2008, um acordo entre os dois países previa a organização de referendos para submeter a controvérsia à Corte Internacional de Justiça. O referendo guatemalteco foi organizado em 15 de abril de 2018, com a maioria da população aprovando o recurso à CIJ. O referendo belizenho inicialmente agendado para 10 de abril de 2019, depois adiado para 8 de maio de 2019, também foi aprovado pelos eleitores, abrindo caminho para a mediação da Corte Internacional de Justiça. De acordo com os termos do acordo de 2008, Belize tem então um mês para transmitir o resultado do referendo à CIJ, o que é feito em 7 de junho. A partir desta data, a Guatemala tem um ano para apresentar suas reivindicações e argumentos, após o qual Belize terá o mesmo prazo para apresentar os seus, antes que a Corte dê seu veredicto.

## Meio-ambiente
Como a Guatemala não reconhece a linha da fronteira resultante do tratado de 1859, a organização Mountain Wilderness denunciou repetidas incursões ao Parque Nacional Chiquibul, em Belize, cujos recursos foram supostamente saqueados.